# Euacidalia sericearia
Euacidalia sericearia là một loài bướm đêm trong họ Geometridae.